# 圣若泽-达拉戈阿塔帕达
圣若泽-达拉戈阿塔帕达是巴西帕拉伊巴州的一个市镇。总面积304.419平方公里，总人口6840人，人口密度22.5人/平方公里。